# Ransom, Illinois
Ransom là một làng thuộc quận LaSalle, tiểu bang Illinois, Hoa Kỳ.